# Linje 17 (Pekings tunnelbana)
Linje 17 (北京地铁17号线; Běijīng dìtiě shíqīhào xiàn) är en framtida planerad linje i Pekings tunnelbana. Linje 17 planeras att trafikera östra delen av Peking i nord-sydlig riktning och avlasta Linje 5. Linjen kommer att trafikera 20 stationer över 49,7 km spår i upp till 100 km/h Linje 17 kommer att sättas i drift  år 2019 eller 2020

## Lista över stationer
Från norr till söder:
- ?  Future Science Park North (未来科学城北)[4][3]
- ?  Future Science Park South (未来科学城南)[4][3]
- ?  Tiantongyuan Dong (E) (天通苑东)[3][2]
- ?  Qingheying (清河营)[3]
- ?  Yongshiying (勇士营)[3]
- ?  Wangjing Xi (W) (望京西) (byte till      Linje 15 och      Linje 13)[3][4][2]
- ?  Taiyanggong (太阳宫)(byte till      Linje 10)[4][2]
- ?  Xibahe (西坝河) (byte till  ?  Linje 12)[3]
- ?  Zuojiazhuang (左家庄)
- ?  Workers Stadium (工人体育场) (byte till  ?  Linje 3)[3]
- ?  Dongdaqiao (东大桥) (byte till      Linje 6)[4]
- ?  Yonganli (永安里) (byte till      Linje 1)[4]
- ?  Guangqumenwai（广渠门外) (byte till      Linje 7)[3]
- ?  Panjiayuan West (潘家园西)[3][4]
- Shilihe (十里河) (byte till      Linje 14 och      Linje 10)[3][4]
- Zhoujiazhuang (周家庄)
- Shibalidian (十八里店)
- Beishenshu (北神树)[3]
- Ciqubei (次渠北)[3]
- Ciqu (次渠) (byte till      Yizhuanglinjen)[3]
- Jiahuihu (嘉会湖)